# Bullau
Bullau ist mit 515 Meter der höchstgelegene Stadtteil von Erbach und mit dem 560 Meter hohen Kohlberg besitzt er die höchsten Erhebung des südhessischen Odenwaldkreises.

## Geographie
Das offene Dorf mit regellosem Grundriss, bei einseitiger Gehängelage, Bullau liegt im Buntsandstein des Odenwaldes, ca. 6 km südöstlich der Kernstadt Erbach. In der 997,5 Hektar große Gemarkung Bullaus liegt der Siedlungsplatz Bullauer Eutergrund. Die westliche Gemarkungsgrenze verläuft ungefähr auf dem wichtigen Odenwälder Höhenzug, der das Mümlingtal im Westen vom Ittertal im Osten trennt. Die östliche Grenze verläuft in Tallage durch den Diebsgrund und den Eutergrund und damit teilweise entlang der bayerischen Landesgrenze. Bullau ist der südöstlichste Stadtteil von Erbach und der einzige, der sich im Wassereinzugsgebiet des Neckars befindet.
Die Ortslage gliedert sich in das eigentliche Bullau und den östlich davon im Tal gelegenen Bullauer Eutergrund. In südwestlicher Richtung, an dem Weg nach dem Jagdschloss Krähberg gelegen, hat Bullau Anteil an dem Wohnplatz Gebhardshütte. Nordwestlich der Ortslage befindet sich im Kohlwald der Kohlberg, die höchste Erhebung des Odenwaldkreises mit 560,4 Meter.
An den Stadtteil Bullau grenzen, von Norden beginnend, im Uhrzeigersinn, der Michelstädter Ortsteil Würzberg, die bayrische Marktgemeinde Kirchzell, der Oberzenter Ortsteile Hesseneck, Schöllenbach und Hetzbach sowie der Erbacher Stadtteil Ebersberg, Schönen, Erlenbach und Erbuch. Der Ort ist über die Kreisstraße 42 erreichbar. Diese führt aus der Kernstadt Erbach in südöstlicher Richtung über Erlenbach bis Bullau und endet hier.

## Geschichte

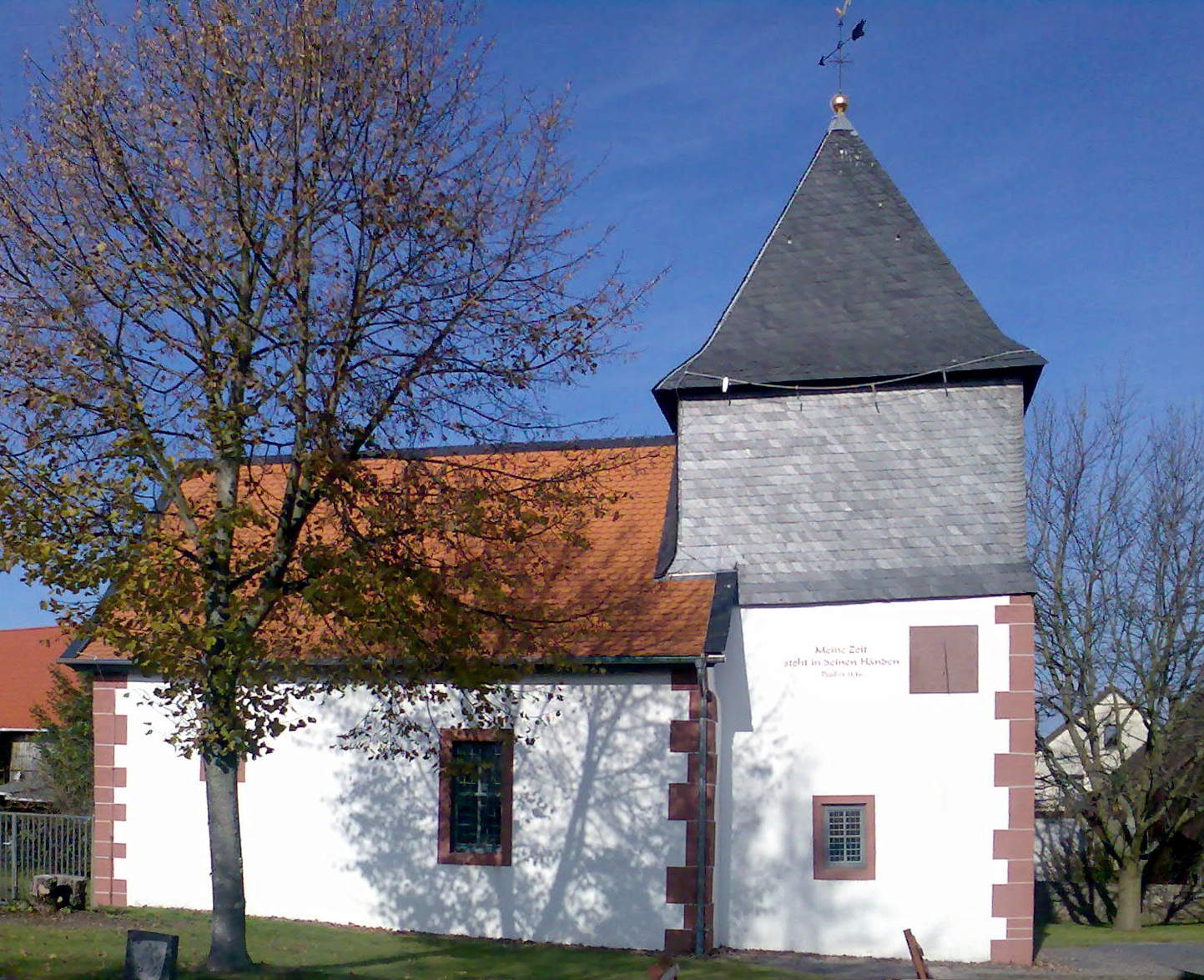
Evangelische Kirche Bullau

### Ortsgeschichte
Funde aus der Römerzeit legen die Vermutung nahe, dass die Ursprünge von Bullau mit der Anwesenheit römischer Besatzungstruppen am Neckar-Odenwald-Limes in Beziehung stehen. Die älteste erhalten gebliebene urkundliche Erwähnung im Lorscher Codex als Buolaha datiert von 1095.  Die Namensform Bullauwe ist für 1443 bezeugt. Die Siedlungsform ist die eines Reihendorfs bzw. Waldhufendorfs. 1443 belehnte Pfalzgraf Ludwig Schenk Philipp von Erbach mit dem Dorf Bullau. 1561 wurde das Bullauer Bild errichtet.
Bullau gehörte zum Amt Michelstadt der Grafschaft Erbach-Fürstenau, die 1806 zum Großherzogtum Hessen kam. Ab 1822 gehörte Bullau zum Landratsbezirk Erbach, ab 1852 zum Kreis Erbach (ab 1939: „Landkreis Erbach“), der – mit leichten Grenzberichtigungen – seit 1972 Odenwaldkreis heißt. Nach Auflösung des Amtes Michelstadt 1822 nahm die erstinstanzliche Rechtsprechung für Bullau das Landgericht Michelstadt wahr, ab 1879 das Amtsgericht Michelstadt. 1829 bildet Bullau mit Eutergrund eine Gemarkung.
Im Zuge der Gebietsreform in Hessen wurde die bis dahin selbständige Gemeinde Bullau zum 1. Februar 1972 in die Stadt Erbach eingemeindet. Für Bullau wurde ein Ortsbezirk errichtet.

### Verwaltungsgeschichte im Überblick
Die folgende Liste zeigt die Staaten und Verwaltungseinheiten, denen Bullau angehört(e):
- vor 1718: Heiliges Römisches Reich, Grafschaft Erbach, Amt Michelstadt (Zent Michelstadt)
- ab 1718: Heiliges Römisches Reich, Grafschaft Erbach-Fürstenau, Anteil an der Grafschaft Erbach, Amt Michelstadt
- ab 1806: Großherzogtum Hessen (Souveränitätslande),[Anm. 2] Souveränitätslande, Fürstentum Starkenburg, Amt Michelstadt (Standesherrschaft Erbach)
- ab 1815: Großherzogtum Hessen[Anm. 3] (Souveränitätslande), Provinz Starkenburg, Amt Erbach
- ab 1822: Großherzogtum Hessen, Provinz Starkenburg, Landratsbezirk Erbach[Anm. 4]
- ab 1848: Großherzogtum Hessen, Regierungsbezirk Erbach
- ab 1852: Großherzogtum Hessen, Provinz Starkenburg, Kreis Erbach
- ab 1871: Deutsches Reich,[Anm. 5] Großherzogtum Hessen, Provinz Starkenburg, Kreis Erbach
- ab 1918: Deutsches Reich, Volksstaat Hessen,[Anm. 6] Provinz Starkenburg, Kreis Erbach
- ab 1938: Deutsches Reich, Volksstaat Hessen, Landkreis Erbach[10][Anm. 7]
- ab 1945: Deutsches Reich, Amerikanische Besatzungszone,[Anm. 8] Groß-Hessen, Regierungsbezirk Darmstadt, Landkreis Erbach
- ab 1946: Deutsches Reich, Amerikanische Besatzungszone, Land Hessen, Regierungsbezirk Darmstadt, Landkreis Erbach
- ab 1949: Bundesrepublik Deutschland, Land Hessen, Regierungsbezirk Darmstadt, Landkreis Erbach
- ab 1972: Bundesrepublik Deutschland, Land Hessen, Odenwaldkreis, Stadt Erbach

## Bevölkerung

### Einwohnerentwicklung
- 1522: 10 waffenfähige Männer
- 1623: 12 Häuser mit 82 Einwohnern
- 1790: 300 Einwohner
- 1829: 350 (mit Eutergrund)
- 1961: 308 evangelische (= 95,95 %), 12 katholische (= 3,74 %) Einwohner[3]

| Bullau: Einwohnerzahlen von 1829 bis 2023 | Bullau: Einwohnerzahlen von 1829 bis 2023 | Bullau: Einwohnerzahlen von 1829 bis 2023 | Bullau: Einwohnerzahlen von 1829 bis 2023 | Bullau: Einwohnerzahlen von 1829 bis 2023 |
| --- | ----------------------------------------- | ----------------------------------------- | ----------------------------------------- | ----------------------------------------- |
| Jahr |                                           |                                           |                                           | Einwohner                                 |
| 1829 | 1829                                      |                                           | 350                                       | 350                                       |
| 1834 | 1834                                      |                                           | 369                                       | 369                                       |
| 1840 | 1840                                      |                                           | 411                                       | 411                                       |
| 1846 | 1846                                      |                                           | 458                                       | 458                                       |
| 1852 | 1852                                      |                                           | 488                                       | 488                                       |
| 1858 | 1858                                      |                                           | 407                                       | 407                                       |
| 1864 | 1864                                      |                                           | 443                                       | 443                                       |
| 1871 | 1871                                      |                                           | 448                                       | 448                                       |
| 1875 | 1875                                      |                                           | 495                                       | 495                                       |
| 1885 | 1885                                      |                                           | 467                                       | 467                                       |
| 1895 | 1895                                      |                                           | 414                                       | 414                                       |
| 1905 | 1905                                      |                                           | 379                                       | 379                                       |
| 1910 | 1910                                      |                                           | 359                                       | 359                                       |
| 1925 | 1925                                      |                                           | 324                                       | 324                                       |
| 1939 | 1939                                      |                                           | 307                                       | 307                                       |
| 1946 | 1946                                      |                                           | 410                                       | 410                                       |
| 1950 | 1950                                      |                                           | 381                                       | 381                                       |
| 1956 | 1956                                      |                                           | 326                                       | 326                                       |
| 1961 | 1961                                      |                                           | 321                                       | 321                                       |
| 1967 | 1967                                      |                                           | 324                                       | 324                                       |
| 1970 | 1970                                      |                                           | ?                                         | ?                                         |
| 1980 | 1980                                      |                                           | ?                                         | ?                                         |
| 1990 | 1990                                      |                                           | ?                                         | ?                                         |
| 2000 | 2000                                      |                                           | ?                                         | ?                                         |
| 2011 | 2011                                      |                                           | 351                                       | 351                                       |
| 2014 | 2014                                      |                                           | 406                                       | 406                                       |
| 2023 | 2023                                      |                                           | 376                                       | 376                                       |
| Datenquelle: Historisches Gemeindeverzeichnis für Hessen: Die Bevölkerung der Gemeinden 1834 bis 1967. Wiesbaden: Hessisches Statistisches Landesamt, 1968. Weitere Quellen: LAGIS; Zensus 2011; Stadt Erbach |                                           |                                           |                                           |                                           |

### Einwohnerstruktur 2011
Nach den Erhebungen des Zensus 2011 lebten am Stichtag dem 9. Mai 2011 in Bullau 351 Einwohner. Darunter waren 12 (3,4 %) Ausländer.
Nach dem Lebensalter waren 51 Einwohner unter 18 Jahren, 123 zwischen 18 und 49, 93 zwischen 50 und 64 und 81 Einwohner waren älter.
Die Einwohner lebten in 159 Haushalten. Davon waren 39 Singlehaushalte, 60 Paare ohne Kinder und 56 Paare mit Kindern, sowie 12 Alleinerziehende und 3 Wohngemeinschaften. In 39 Haushalten lebten ausschließlich Senioren und in 96 Haushaltungen lebten keine Senioren.

## Politik
Ortsbeirat
Für Bullau besteht ein Ortsbezirk (Gebiete der ehemaligen Gemeinde Bullau) mit Ortsbeirat und Ortsvorsteher, nach Maßgabe der §§ 81 und 82 HGO und des Kommunalwahlgesetzes in der jeweils gültigen Fassung gebildet. Der Ortsbeirat besteht aus fünf Mitgliedern. Bei den Kommunalwahlen in Hessen 2021 betrug die Wahlbeteiligung zum Ortsbeirat Bullau 56,65 %. Alle Kandidaten gehörten der Wählergemeinschaft Bullau an. Der Ortsbeirat wählte Bianca Graf zur Ortsvorsteherin.

## Sehenswürdigkeiten
Ein sehenswertes Gebäude ist die romanische Evangelische Kirche Bullau.

## Natur und Schutzgebiete
Im Naturschutzgebiet „Eutergrund bei Bullau“ steht ein typisches Odenwälder Wiesental unter Schutz.

## Verkehr
Für den überörtlichen Verkehr wird Bullau durch die Kreisstraße K 42 erschlossen, die von Erbach über Erlenbach kommt und in Bullau endet.

## Persönlichkeiten
- Carl Brenner (1807–1864), hessischer Richter und Politiker, geboren in Bullau.